# Palácio da Abolição
O Palácio da Abolição é um prédio do Governo do Ceará onde está a sede de despachos do Governador do Estado.

## História
Foi inaugurado em 4 de julho de 1970, com projeto do arquiteto Sérgio Bernardes e jardins de Fernando Chacel. Foi a sede de despachos do governador até 1986. Tasso Jereissati ao tomar posse como governador transferiu a sede para novas instalações: para o Palácio do Cambeba, situado no bairro Cambeba, deixando o palácio como sede de alguns órgãos estaduais.
As obras foram iniciadas em 16 de novembro de 1962 em terreno desapropriado de Carlos Gracie pelo governador Parsifal Barroso. Em 2004 o conjunto arquitetônico foi tombado pelo estado do Ceará, quando previu-se que voltaria a ser a sede do Governo em 2010. Algo que se concretizou em 25 de março de 2011.

## Palácio da Luz
Antes de 1970 o edifício oficial do governo do estado era o Palácio da Luz, atual sede da Academia Cearense de Letras.

## Palácio Iracema
Em 2003, o governo de Lúcio Alcântara muda a sede do Poder Executivo para o Palácio Iracema, localizado no Centro Administrativo Bárbara de Alencar. E em 2011, com a volta do executivo para o Palácio da Abolição, o Palácio Iracema passa a funcionar como  gabinete oficial da Vice-Governadoria do estado do Ceará.

## Governos residentes
- Plácido Castelo: 1970 - 1971
- César Cals: 1971 - 1975
- Adauto Bezerra: 1975 - 1978
- Waldemar Alcântara: 1978 - 1979
- Virgílio Távora: 1979 - 1982

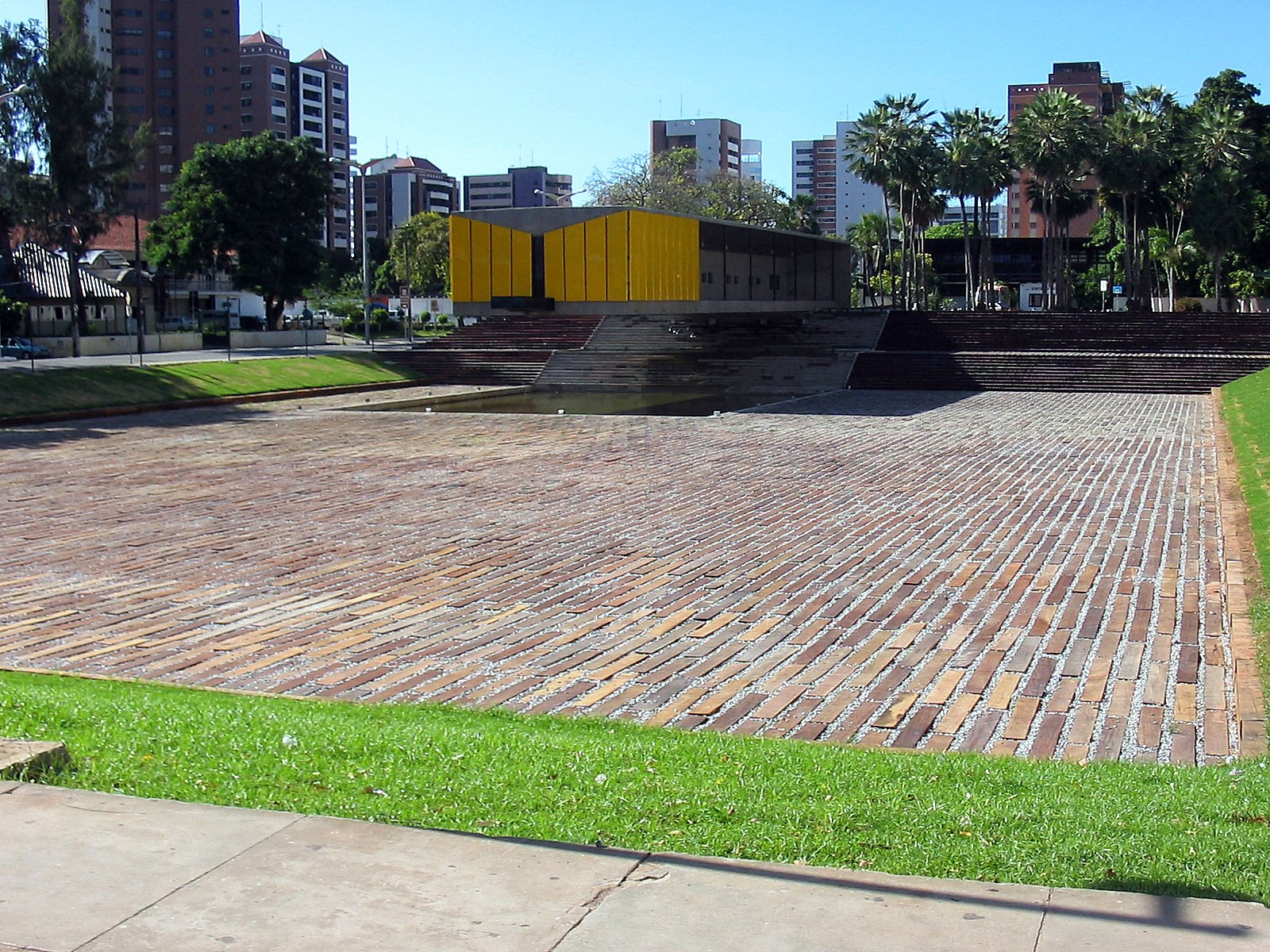
O Mausoléu do Presidente Castello Branco faz parte do conjunto projetado por Sérgio Bernardes.

- Manuel de Castro Filho: 1982 - 1983
- Gonzaga Mota: 1983 - 1987
- Cid Gomes: 2011 - 2014
- Camilo Santana: 2015 - 2022
- Izolda Cela: de 2 de abril de 2022 a 31 de janeiro de 2022
- Elmano de Freitas: 2023 à atualidade